# Musée national d'Indonésie
Le musée national d'Indonésie (en indonésien : Museum Nasional, parfois appelé Museum Gajah) est un musée d'histoire, d'archéologie, d'ethnologie et de géographie situé à Jakarta, en Indonésie.

## Histoire
Le 24 avril 1778, un groupe d'intellectuels hollandais fondent une institution scientifique, la Bataviaasch Genotschap van Kunsten en Wetenschappen, (Société des Arts et Sciences de Batavia). Leur but est de promouvoir la recherche, principalement dans le domaine de l'histoire, l'archéologie, l'ethnologie et la physique.
L'un des fondateurs, JCM Radermacher, a donné un bâtiment et une collection d'objets culturels et de livres, qui ont permis de commencer le musée.
L'augmentation du nombre d'objets a amené le général Thomas Stamford Raffles à construire un nouveau bâtiment au début du XIXe siècle. En 1862, le gouvernement des Indes orientales a décidé de construire un nouveau musée pour conserver les collections et permettre les visites.
Le musée a officiellement ouvert en 1868, et est connu sous le nom de Gedung Gajah (Maison de l'éléphant, en référence à la statue de bronze devant le musée, donnée par le roi Chulalongkorn de Thaïlande en 1871) ou Gedung Arca (Maison des statues, en référence à la grande variété de statues de toutes les époques qui sont présentées dans le musée).

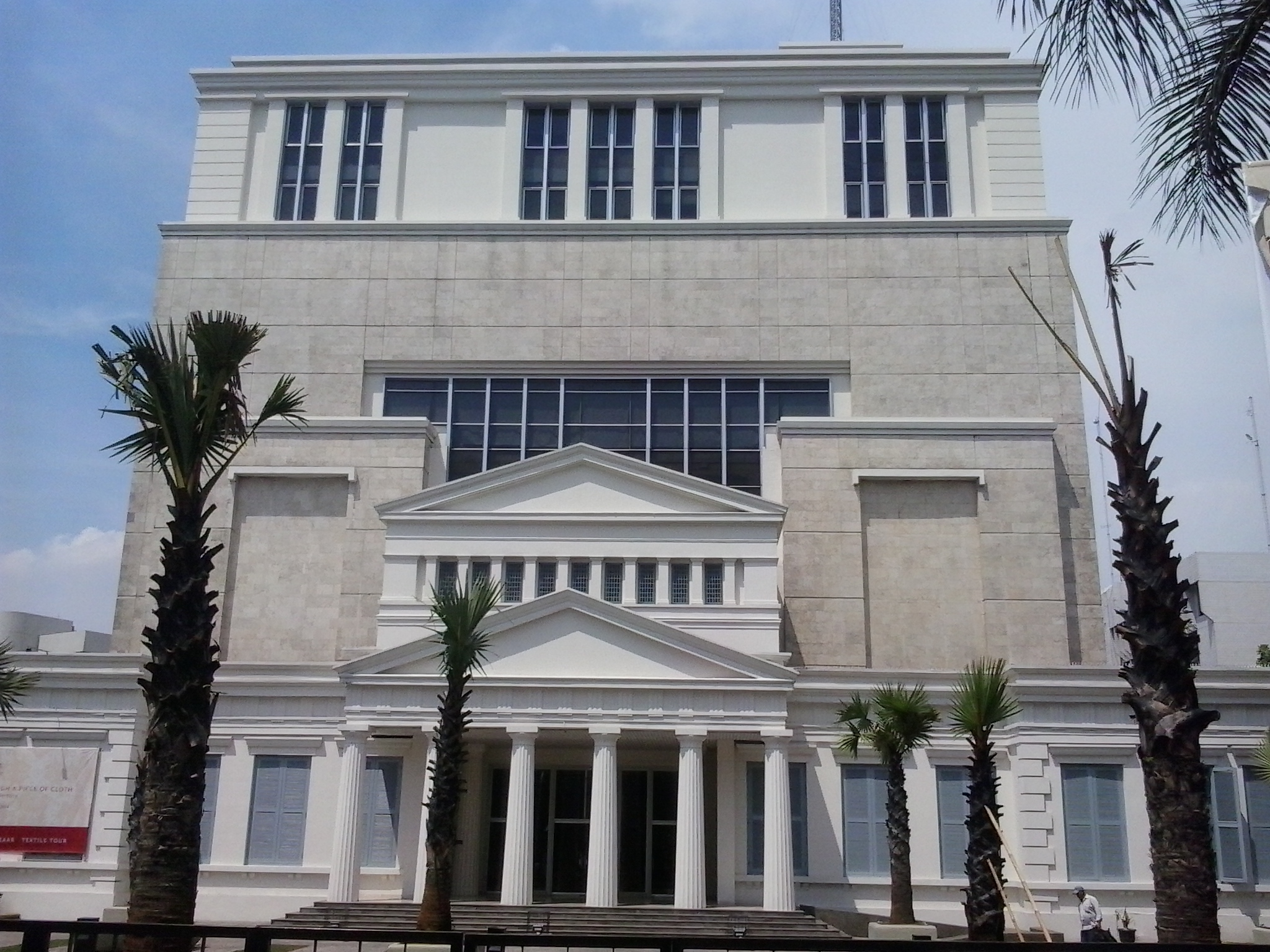
La nouvelle aile de quatre étages nommée Gedung Arca.

Le 1er mars 1950, l'institution est devenue la Lembaga Kebudayaan Indonesia (Conseil de la culture indonésienne), et le 17 septembre 1962, il est repris par le gouvernement Indonésien et devient le Musée central.
Par décret du 28 mai 1979, le musée a été renommé Musée national. C'est un centre de recherche et d'études de la culture nationale, mais également un centre culturel et éducatif.

## Collections
Le musée expose notamment le Trésor de Wonoboyo.

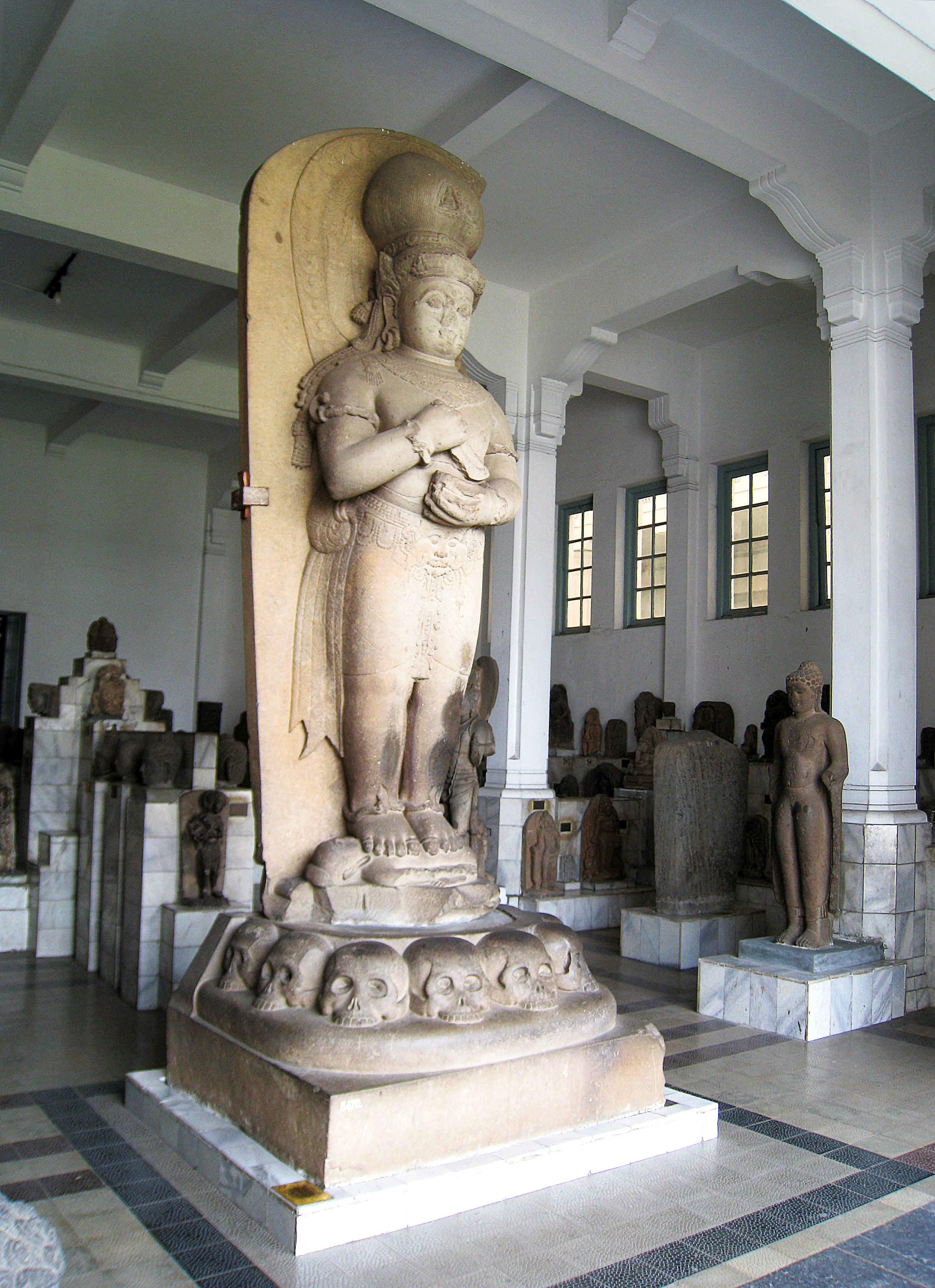
Statue de Adityavarman.
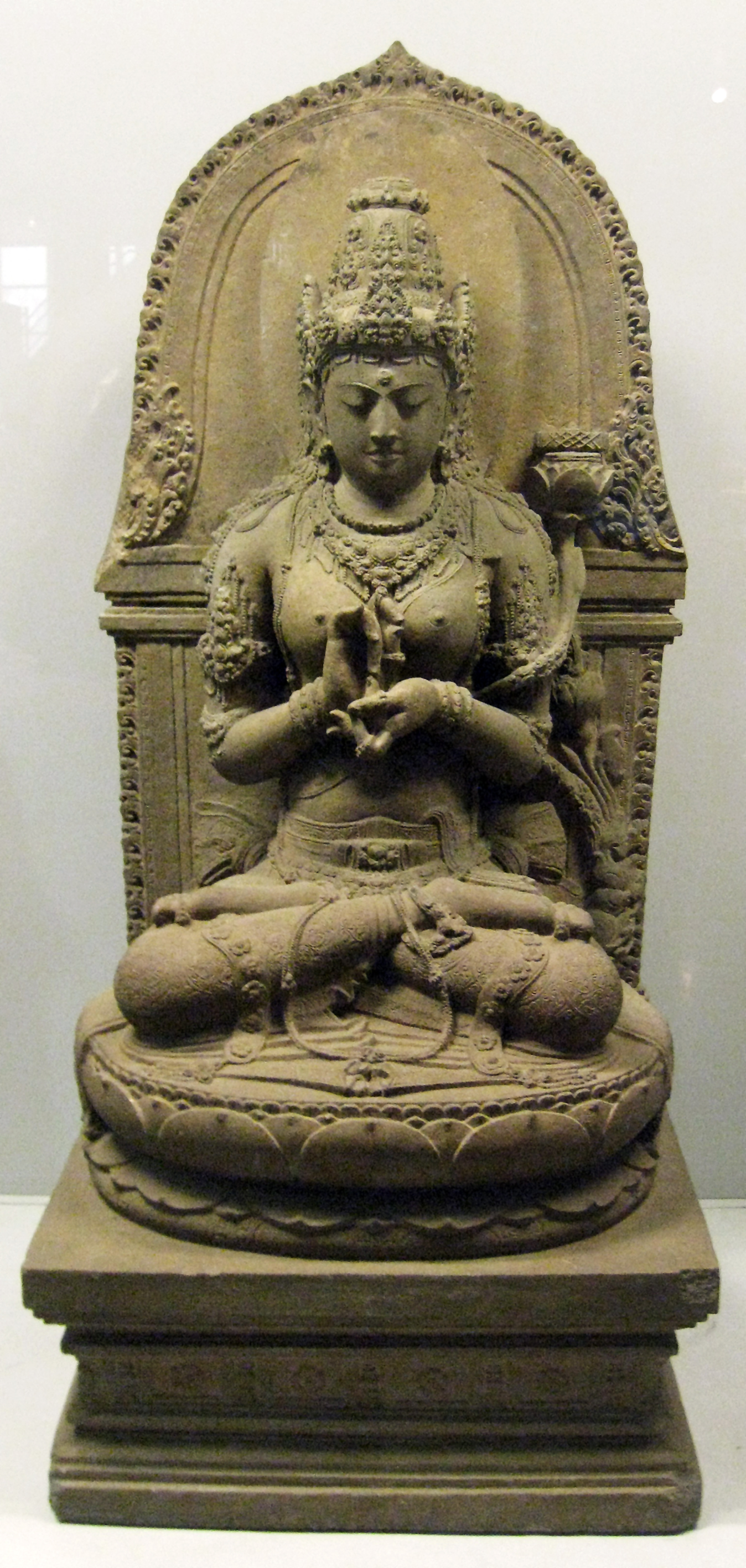
Prajnaparamita, déesse bouddhiste de la sagesse transcendentale (la Prajnaparamita de Java)
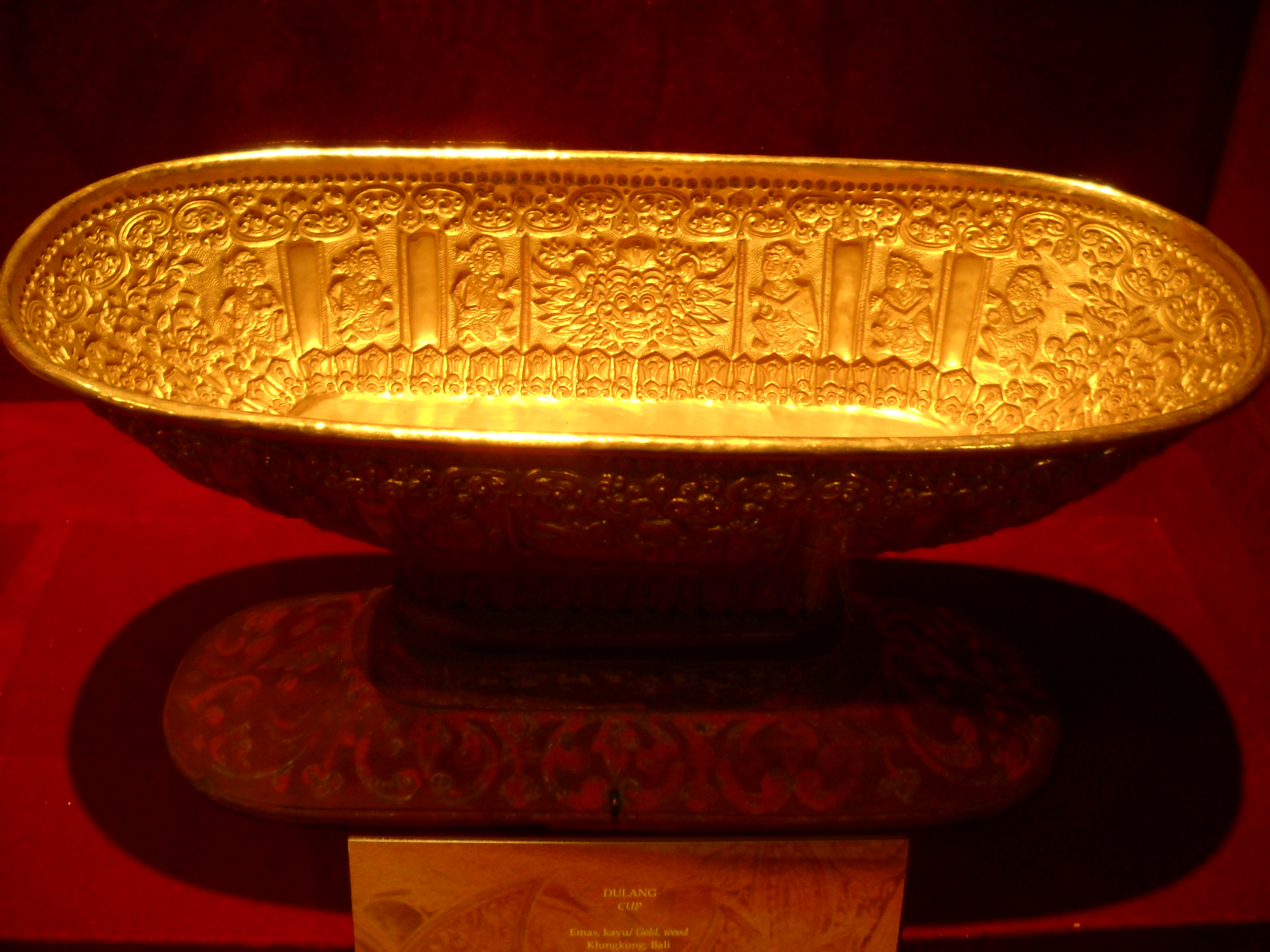
Coupe Dulang en or, du palais Klungkung, à Bali.
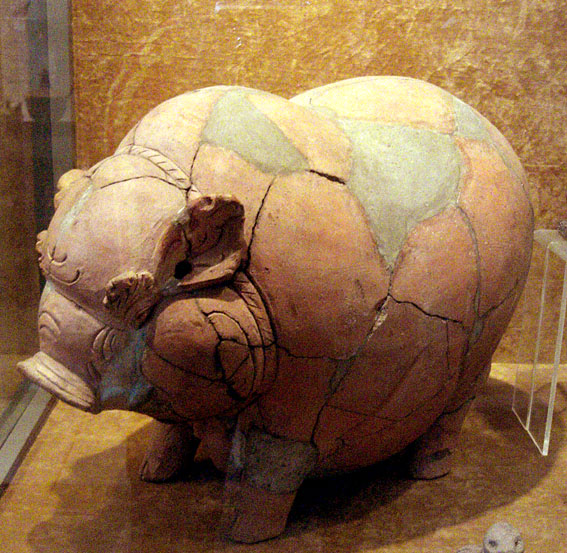
Céramique Majapahit de Trowulan.